# プリシュティナ郡

プリシュティナ郡
Rajoni i Prishtinës
Приштински округ
Prištinski okrug

プリシュティナ郡（プリシュティナぐん、アルバニア語:Rajoni i Prishtinës、セルビア語:Приштински округ / Prištinski okrug）は、コソボの郡。郡都はプリシュティナ。

## 基礎自治体
プリシュティナ郡には、9つの基礎自治体がある。
- プリシュティナ
- グロゴツ / グロゴヴァツ（ドレナシ）
- フシェ・コソヴァ / コソヴォ・ポリェ
- リピャン / リプリャン
- ノヴォベルド / ノヴォ・ブロド（アルタナ）
- オビリチ（カストリオティ）
- ポドゥイェヴァ / ポドゥイェヴォ（ベシアナ）
- グラチャニツァ
- ラニルグ